# Children of Men
Children of Men er en britisk dystopisk science fictionfilm fra 2006 instrueret og skrevet af Alfonso Cuarón og løst baseret på P. D. James' roman af samme navn fra 1992. Filmen har bl.a. Clive Owen, Julianne Moore og Michael Caine på rollelisten.

## Medvirkende
| Skuespillere og roller | Skuespillere og roller |
| ---------------------- | ---------------------- |
| Clive Owen             | Theo Faron             |
| Julianne Moore         | Julian Taylor          |
| Michael Caine          | Jasper                 |
| Claire-Hope Ashitey    | Kee                    |
| Pam Ferris             | Miriam                 |
| Chiwetel Ejiofor       | Luke                   |
| Danny Huston           | Nigel                  |
| Peter Mullan           | Sid                    |
| Charlie Hunnam         | Patrick                |
| Oana Pellea            | Marichka               |
| Paul Sharma            | Ian                    |
| Jacek Koman            | Tomasz                 |
| Philippa Urquhart      | Janice                 |